# バキル・イゼトベゴヴィッチ
バキル・イゼトベゴヴィッチ（ボスニア語: Bakir Izetbegović、1956年6月28日 - ）は、ボスニア・ヘルツェゴビナの政治家。2010年に同国の大統領評議会のボシュニャク人代表となり、通算で4回議長職を務めた。初代大統領のアリヤ・イゼトベゴヴィッチの長男。

## 経歴
サラエヴォの小学校と中学校に通い、1981年にサラエヴォ大学建築学部を卒業。1982年から1992年まで建築コンサルティング会社にコンサルタントとして勤務した。2000年に政界入りし、2つの地方議会議員を経て2006年に国会議員に選ばれた。2009年5月、所属する民主行動党の代表選に立候補したが、現職に敗れた。
2010年10月3日、イゼトベゴヴィッチは大統領評議会のボシュニャク人代表に選ばれた。9人が立候補した選挙の第一回投票で、彼は35%の票を得た。ファフルディン・ラドンチッチが31%で次点、現職のハリス・シライジッチは25%を獲得し、6人の候補者で残りの9%を分け合う構図になった。
2014年の総選挙でも、イゼトベゴヴィッチは全体の32.8%を得票して代表に再選された。ラドンチッチが得票率26.7%、シライジッチが同15.1%でこれに続いた。ほかの7名の候補が残る25%を分け合った。
| 公職                        | 公職                                           | 公職                              |
| --------------------------- | ---------------------------------------------- | --------------------------------- |
| 先代 ハリス・シライジッチ   | 大統領評議会ボシュニャク人代表 2010年 - 2018年 | 次代 シェフィク・ジャフェロビッチ |
| 先代 ジェリコ・コムシッチ   | 大統領評議会議長 2012年                        | 次代 ネボイシャ・ラドマノヴィッチ |
| 先代 ジェリコ・コムシッチ   | 大統領評議会議長 2014年                        | 次代 ムラデン・イヴァニッチ       |
| 先代 ドラガン・チョヴィッチ | 大統領評議会議長 2016年                        | 次代 ムラデン・イヴァニッチ       |
| 先代 ドラガン・チョヴィッチ | 大統領評議会議長 2018年                        | 次代 ミロラド・ドディク           |